# Паул фон Хазе
Карл Паул Имануел фон Хазе (на немски: Karl Paul Immanuel von Hase) (1885 – 1944) е германски офицер, служил по време на Първата и Втората световна война.

## Биография

### Ранен живот и Първа световна война (1914 – 1918)
Паул фон Хазе е роден е на 24 юли 1885 г. в Хановер, провинция Долна Саксония, Германска империя. През 1905 г. се присъединява към армията като офицерски кадет от 1-ви гвардейско-гренадирски полк Кайзер Александер и като част от него през 1907 г. е повишен в чин лейтенант. Участва Първа световна война като взводен командир в генералния щаб на армията и след края ѝ остава на служба в Райхсвера.

#### Междувоенен период
През 1920 г. е командир на рота от 51-ви пехотен полк. След това последователно е командир на военен полигон (1926 – 1931), майор (1928), батальонен командир и подполковник (1933 – 1934), батальонен командир на Ландсберг ан дер Варте (1934 – 1935), командир на 50-и полк и генерал-майор (1935 – 1938).
През същата 1938 г. е заподозрян в безуспешната конспирация срещу пленяването на фюрера, но не е арестуван.

#### Втората световна война (1939 – 1940)
Почти цялата Втората световна война прекарва като командир на пехотни дивизии. Последната му длъжност е комендант на Берлинската област (1944).

##### Осъждане и смърт
През 1944 г. участва в Заговора от 20 юли. След неуспеха му фон Хазе е арестуван, осъден и същия ден обесен в затвора Пльоцензе в Берлин.

## Военна декорация
| - Германски орден „Железен кръст“ (1914) – II (24 януари 1915) и I степен - Германска „Значка за раняване“ (1918) – черна (?) - Рицарски кръст на ордена „Албрехт“ – I степен с мечове | - Хамбургски „Ханзейски кръст“ (?) - Сребърна пластинка към ордена Железен кръст (?) – II (?) и I степен (?) - Орден „Германски кръст“ (1943) – сребърен (30 декември 1943) |